# کوردورف
کوردورف (به آلمانی: Kördorf) یک شهر در آلمان است که در Verbandsgemeinde Katzenelnbogen واقع شده‌است. کوردورف ۵۷۳ نفر جمعیت دارد.